# Tinus Bosselaar
Martinus „Tinus” Bosselaar (ur. 16 stycznia 1936 w Rotterdamie, zm. 6 czerwca 2018 w Capelle aan den IJssel) – holenderski piłkarz, pomocnik – lewoskrzydłowy.
Bosselaar rozegrał swój pierwszy mecz międzynarodowy 16 października 1955 r. W meczu z Belgią (2:2). W swoim drugim meczu przeciwko Norwegii zdobył dwie bramki, a jego reprezentacja wygrała 3:0.